# Bingelis
Bingelis ist ein litauischer männlicher Familienname.

## Weibliche Formen
- Bingelytė (ledig)
- Bingelienė (verheiratet)

## Namensträger
- Eitvydas Bingelis (* 1988), Sozialpolitiker, Vizeminister
- Petras Bingelis (* 1943), Chordirigent und Professor